# Samuel Foote
Pour les articles homonymes, voir Foote.
Samuel Foote, né le 27 janvier 1720 à Truro dans les Cornouailles et mort le 21 octobre 1777 à Douvres, est un acteur et auteur comique anglais, surnommé l'« Aristophane moderne ».

## Biographie

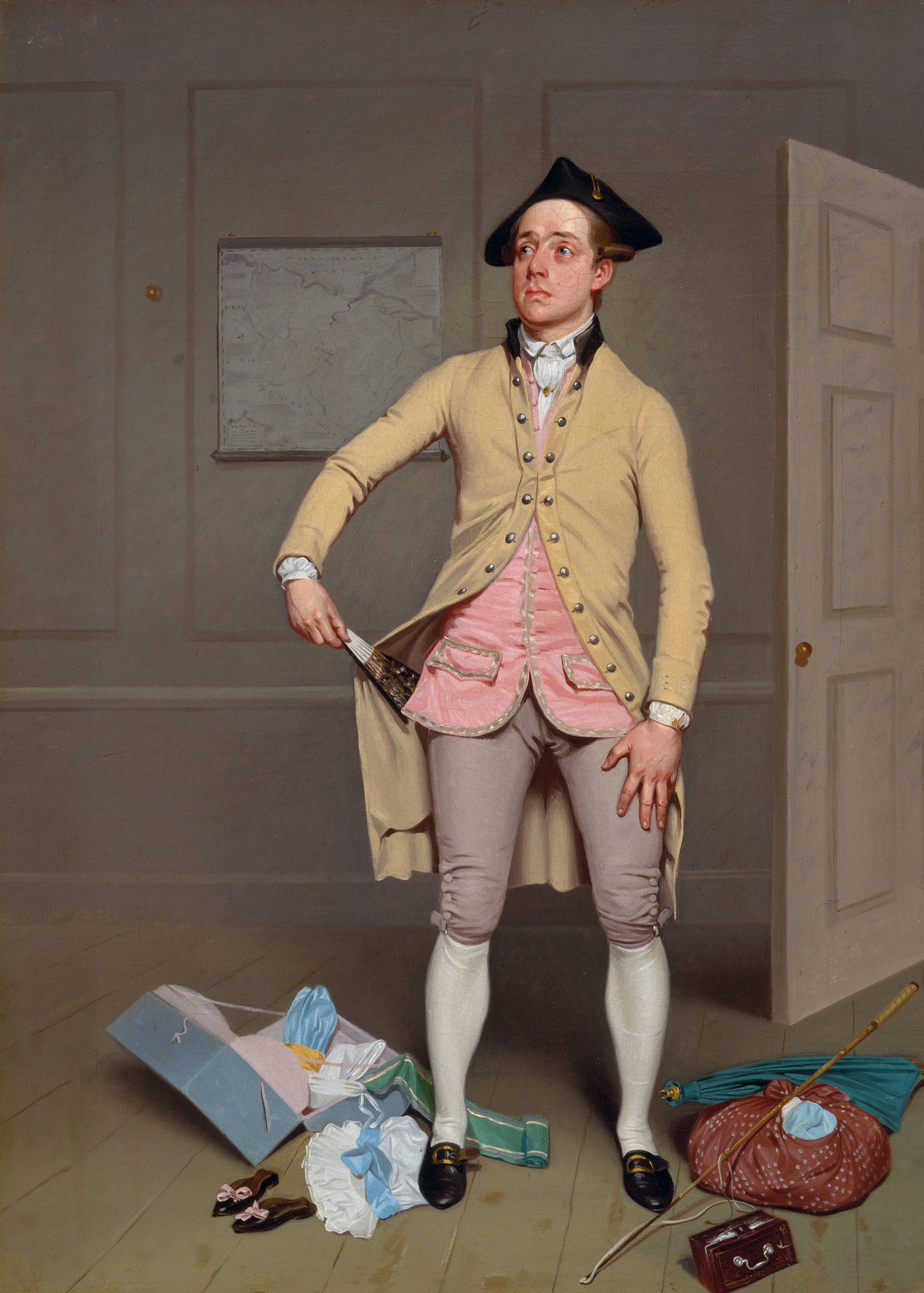
Samuel Thomas Russell (1766-1845) dans le rôle de Jerry Sneak dans The Mayor of Garratt (Samuel De Wilde, entre 1810 et 1811).

Il dirigea pendant quelque temps le théâtre de Haymarket en même temps qu'il y jouait comme acteur, et se fit remarquer par la licence avec laquelle il attaquait dans ses rôles les personnages contemporains les plus distingués; on fut forcé plusieurs fois de lui interdire la scène. 
Il réussissait surtout dans la farce et la satire. Ses œuvres se composent de vingt pièces, qui brillent plutôt par l'esprit et la gaieté que par le plan. 
On n'a guère conservé au théâtre qu'une seule de ses pièces, The Mayor of Garratt. Elles ont été réunies à Londres en 1778, 4 volumes in-8.

## Œuvres
| Titre                                                                                             | Année de la première | Lieu de la première | Année de publication |
| ------------------------------------------------------------------------------------------------- | -------------------- | ------------------- | -------------------- |
| The Diversions of the Morning or, A Dish of Chocolate (renommé par la suite A Cup of Tea)         | 1747                 | Haymarket           | ----                 |
| An Auction of Pictures                                                                            | 1748                 | Haymarket           | ----                 |
| The Knights                                                                                       | 1748                 | Drury Lane          | 1754                 |
| Taste                                                                                             | 1752                 | Drury Lane          | 1752                 |
| An Englishman in Paris                                                                            | 1753                 | Covent Garden       | 1753                 |
| A Writ of Inquiry on the Inquisitor General                                                       | 1754                 | Haymarket           | ----                 |
| The Englishman Returned from Paris                                                                | 1756                 | Covent Garden       | 1756                 |
| The Green-Room Squabble or a Battle Royal between the Queen of Babylon and the Daughter of Darius | 1756                 | Haymarket           | Lost                 |
| The Author                                                                                        | 1757                 | Drury Lane          | 1757                 |
| The Minor                                                                                         | 1760                 | Haymarket           | 1760                 |
| Tragedy a la Mode (Acte 2 alternatif de Diversions)                                               | 1760                 | Drury Lane          | 1795                 |
| The Lyar                                                                                          | 1762                 | Covent Garden       | 1764                 |
| The Orators                                                                                       | 1762                 | Haymarket           | 1762                 |
| The Mayor of Garratt                                                                              | 1763                 | Haymarket           | 1764                 |
| The Trial of Samuel Foote, Esq. for a Libel on Peter Paragraph                                    | 1763                 | Haymarket           | 1795                 |
| The Patron                                                                                        | 1764                 | Haymarket           | 1764                 |
| The Commissary                                                                                    | 1765                 | Haymarket           | 1765                 |
| The Devil on Two Sticks                                                                           | 1768                 | Haymarket           | 1778                 |
| The Lame Lover                                                                                    | 1770                 | Haymarket           | 1771                 |
| The Maid of Bath                                                                                  | 1771                 | Haymarket           | 1771                 |
| The Nabob                                                                                         | 1772                 | Haymarket           | 1778                 |
| Piety in Pattens                                                                                  | 1773                 | Haymarket           | 1973                 |
| The Bankrupt                                                                                      | 1773                 | Haymarket           | 1776                 |
| The Cozeners                                                                                      | 1774                 | Haymarket           | 1776                 |
| A Trip to Calais (revised as The Capuchin)                                                        | 1776                 | Haymarket           | 1778                 |